# Nederländernas herrlandslag i landhockey
Nederländernas herrlandslag i landhockey (nederländska:  Nederlandse hockeyploeg (mannen)) representerar Nederländerna i landhockey på herrsidan. Laget blev världsmästare 1973, 1990. och 1998.
Laget blev även olympiska mästare 1996. och år olympiska mästare 2000.

### Fotnoter
1. ↑  ”Men Field Hockey 2nd World Cup 1973 Amstelveen (NED) - 24.08-02.09 Winner Netherlands” (på engelska). Sport Statistics. 19 mars 1973. Arkiverad från originalet den 6 mars 2016. https://web.archive.org/web/20160306040809/http://todor66.com/hockey/field/World/Men_1973.html. Läst 26 juli 2015.
2. ↑  ”Men Field Hockey World Cup 1990 Lahore (PAK) - 12-23.02 Netherlands” (på engelska). Sport Statistics. 19 mars 1990. Arkiverad från originalet den 5 mars 2016. https://web.archive.org/web/20160305040902/http://todor66.com/hockey/field/World/Men_1990.html. Läst 26 juli 2015.
3. ↑  ”Men Field Hockey IX World Cup 1998 Utrecht (NED) - 21.05-01.06 Netherlands” (på engelska). Sport Statistics. 19 mars 1998. Arkiverad från originalet den 6 mars 2016. https://web.archive.org/web/20160306040943/http://todor66.com/hockey/field/World/Men_1998.html. Läst 26 juli 2015.
4. ↑  ”Men Field Hockey Olympic Games 1996 Atlanta (USA) - 21.07-05.08 Winner Netherlands” (på engelska). Sport Statistics. 19 mars 1996. Arkiverad från originalet den 21 juli 2015. https://web.archive.org/web/20150721222431/http://www.todor66.com/hockey/field/Olympic/Men_1996.html. Läst 26 juli 2015.
5. ↑  ”Men Field Hockey Olympic Games 2000 Sydney (AUS) - 16-30.09 Winner Netherlands” (på engelska). Sport Statistics. 19 mars 2000. Arkiverad från originalet den 21 juli 2015. https://web.archive.org/web/20150721210855/http://www.todor66.com/hockey/field/Olympic/Men_2000.html. Läst 26 juli 2015.